# Hipomeiones
Los hipomeiones (en griego antiguo: ὑπομείονες hypomeíones ‘inferiores’) eran en la antigua Esparta los espartiatas privados de derechos; debido a que no habían sido capaces de aportar a las comidas en común (sisitias) los alimentos en las cantidades estipuladas, posiblemente por haber perdido la posesión del cleros (klêros)
Pero muy posiblemente la condición de inferior haya de ser ampliada a todo espartiata que fuera castigado con la pena de atimia, la pérdida de la ciudadanía plena, fuera por no haber superado la agogé, no haber sido aceptado en ninguna mesa común o por haber quebrantado la díaita o código de conducta de Licurgo.
La primera vez que se documenta el estatuto de hipomeion es durante la revuelta acaudillada por Cinadón en 399 o 398 a. C., quien precisamente era uno de ellos, uno que cometió la imprudencia de no considerarse inferior a nadie en Lacedemonia.
El aumento de hipomeiones durante el siglo IV a. C. está directamente relacionado con los desequilibrios económicos que conllevaba la administración del imperio espartano, el cual fomentó el enriquecimiento de determinados individuos que accedían a los mecanismos de poder y que después invertían esos beneficios en la compra de tierra a espartiatas empobrecidos.
Que este proceso se prolongó y acentuó con el paso del tiempo queda reflejado en la alusión de Plutarco.